# دوروتا باته
 دوروتا باته (انگلیسی: Dorothea Bate؛ ۸ نوامبر ۱۸۷۸ – ۱۳ ژانویه ۱۹۵۱) یک انسان شناس، دیرین‌شناس، پرنده‌شناس، و باستان‌شناس اهل بریتانیا بود.